# گاوکچ سفلی
گاوکچ سفلی(به کردی: گاوەکەچ خواروو، Gawekeç xwarû) روستایی از توابع بخش زیویه در شهرستان سقز است که در استان کردستان ایران قرار دارد.

## جمعیت
این روستا در دهستان خورخوره واقع شده و براساس سرشماری سال ۱۳۸۵، جمعیت آن ۹۶ نفر (۱۴ خانوار) بوده‌است.